# Ecitomyia manni
Ecitomyia manni är en tvåvingeart som beskrevs av Charles Thomas Brues 1925. Ecitomyia manni ingår i släktet Ecitomyia och familjen puckelflugor.
Artens utbredningsområde är Costa Rica. Inga underarter finns listade i Catalogue of Life.